# Бзовица
Бзовица (укр. Бзовиця) — село в Зборовской городской общине Тернопольского района Тернопольской области Украины.
Код КОАТУУ — 6122680801. Население по переписи 2001 года составляло 289 человек.
До 2020 года входило в Зборовский район.

## Географическое положение
Село Бзовица находится между реками Лопушанка и Высушка (3 км),
на расстоянии до 2-х км от сёл Олиев, Сыровары и Нетерпинцы.

## История
- 1523 год — дата основания.
- В 1964 год переименовано в село Комунарка.
- В 1989 год селу вернули историческое название[2].

## Объекты социальной сферы
- Школа I ст.